# Lavaröhre

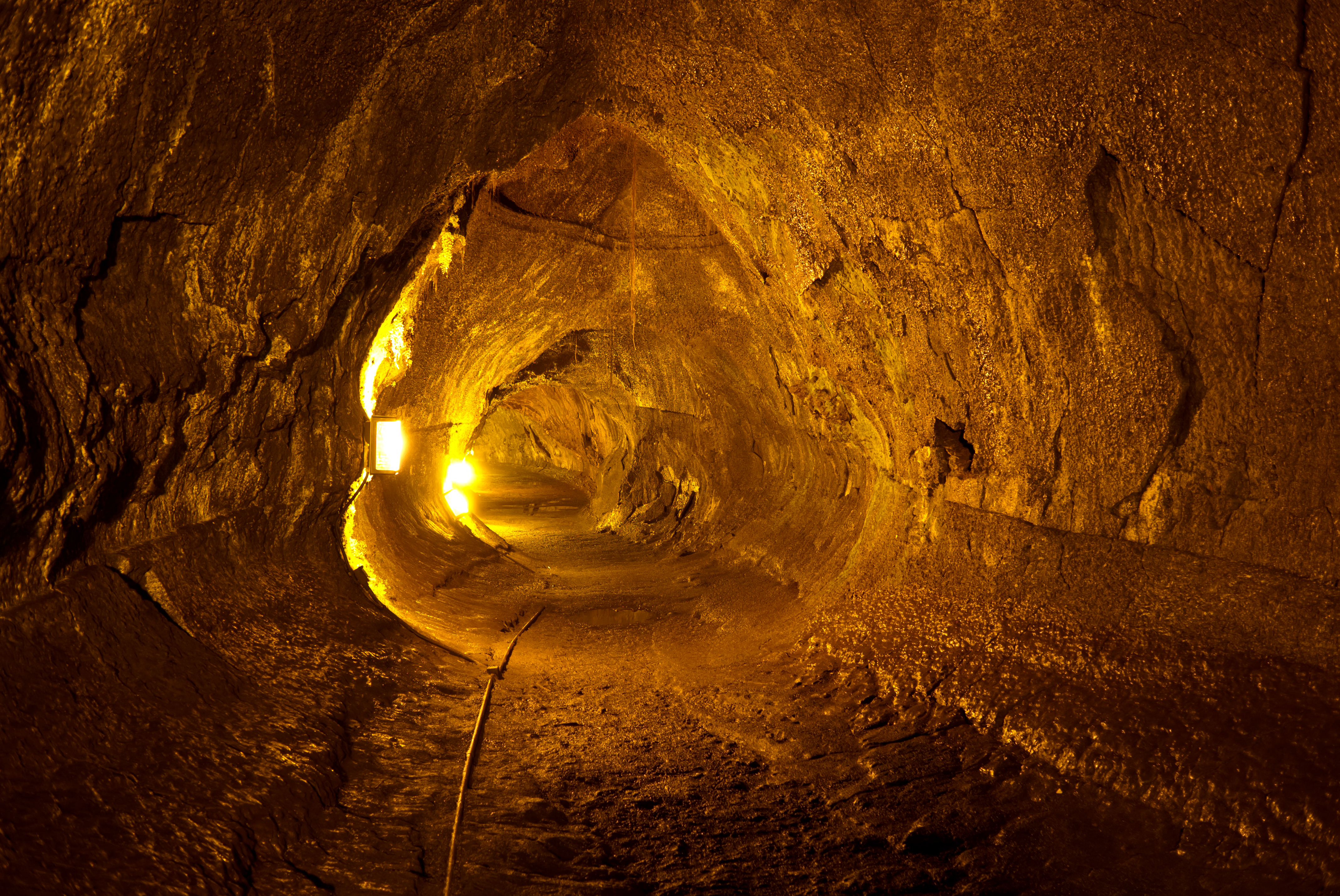
Das Innere der Thurston Lava Tube im Hawaiʻi-Volcanoes-Nationalpark. An den Seitenwänden zeichnet sich ungefähr auf Höhe der Lampen das Niveau eines längere Zeit existierenden Lavastroms ab.

Lavaröhren (engl.: lava tubes; auch Lavahöhlen, Lavagrotten oder Lavatunnel) sind Höhlen, die sich an bestimmten Vulkanen durch Ströme relativ dünnflüssiger, basischer Lava bilden.

## Entstehung

Schematische Darstellung der Entstehung einer Lavaröhre (Querschnitt).

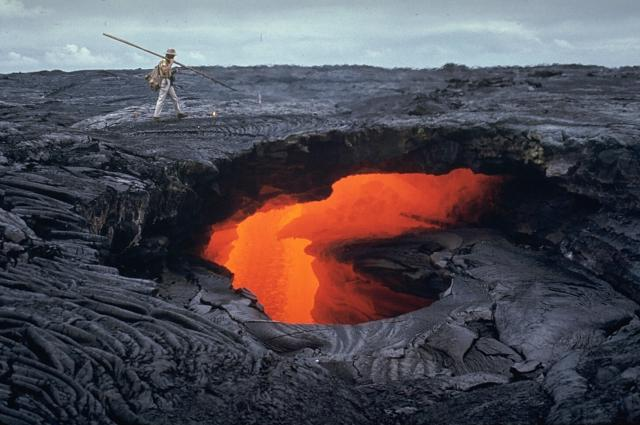
Blick durch ein sogenanntes „Skylight“ in eine Lavaröhre während eines Ausbruches des Mauna Ulu (Kilauea, Hawaii).

Die wesentlichen Voraussetzungen für das Entstehen von Lavahöhlen sind Hangneigungswinkel von höchstens 5° sowie eine geringe Viskosität der Lava, d. h., die Lava muss relativ dünnflüssig sein und damit relativ schnell fließen können. Beide Voraussetzungen findet man vor allem an Schildvulkanen, wobei die Vulkanmorphologie unmittelbar mit der Viskosität der geförderten Lava zusammenhängt. Die Viskosität und auch die Temperatur der Lava wird wiederum bestimmt von ihrer chemischen Zusammensetzung. Dünnflüssige Laven, die Schildvulkane aufbauen, sind stets von basischer Zusammensetzung und bis zu 1200 °C heiß.
Eine Lavaröhre entsteht, wenn diese dünnflüssige Lava während eines Ausbruches in einer Art Rinne den Vulkanhang hinabfließt. Da die Fließgeschwindigkeit und die Temperatur der Lava an den Rändern und vor allem an der Oberfläche des Lavastroms am geringsten sind, erstarrt die Lava dort zuerst. So wächst ausgehend von den Rändern der Lavarinne eine Art Dach über dem Lavastrom. Unterhalb des „Daches“ fließt die Lava weiter, solange der Vulkan Nachschub liefert. Nach Ende des Ausbruches ebbt der Lavazustrom ab und der Pegel in der Röhre sinkt, weil die Lava aufgrund ihrer geringen Zähigkeit weiter hangabwärts abfließt. Nachdem die restliche Lava erstarrt und erkaltet ist, bleibt schließlich ein Hohlraum zurück.
Die Breite einer solchen Röhre kann auf der Erde mehr als 30 m betragen, die Höhe bis zu 15 m und die Länge bisweilen mehr als 50 km. Strukturen auf anderen Himmelskörpern, die als Lavaröhren oder deren Reste gedeutet werden, erreichen noch größere Dimensionen (siehe unten). Auf Vulkaninseln können sich Lavahöhlen auch bis unterhalb des Meeresspiegels erstrecken. Da die Decken der Röhren unterschiedlich dick sind, kann es, gegebenenfalls ausgelöst durch nachfolgende Erosion, aus statischen Gründen zum Einsturz derselben kommen. Bisweilen stürzen bereits kleine Bereiche der Decke ein, noch während der Ausbruch im Gange ist und die Lava noch fließt. Die eng begrenzten Öffnungen, die dabei entstehen, werden auf Englisch Skylights („Oberlichter“, „Dachfenster“) genannt.

## Vorkommen

### Erde

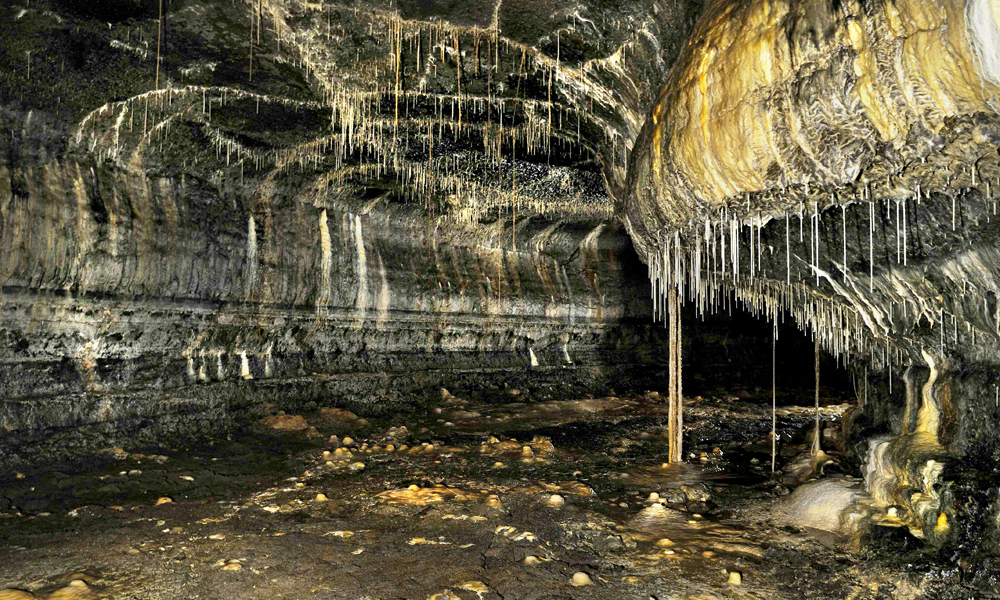
Lavaröhre mit nachträglich entstandenen Tropfsteinen im Geomunoreum-Lavaröhrensystem auf Jejudo (Südkorea)

In der Regel finden sich Lavahöhlen auf der Erde nur an aktiven sowie an zwar inaktiven, aber geologisch relativ jungen Vulkanen, an denen jeweils die dazu nötigen Voraussetzungen (siehe oben) gegeben sind. Besonders zahlreich sind sie deshalb auf Hawaii und gehören dort auch zu den weltweit längsten Lavahöhlen, wie die Kazumura Cave, die mit 65,5 km als die längste einzelne Lavaröhre der Welt gilt, die Delissea Cave (47 km) oder die Kipuka Kanohina Cave (42 km). Generell bieten ozeanische Vulkaninseln – nicht jedoch die Inseln vulkanischer Inselbögen – günstige Bedingungen für die Entstehung von Lavaröhren. Daher kommen sie u. a. auch auf Réunion und auf den Galapagos-Inseln vor, sowie auf der Vulkaninsel Jejudo im Norden des Ostchinesischen Meeres. 
In Europa gibt es vor allem auf Island sehr viele Lavahöhlen, wie zum Beispiel Surtshellir und Viðgelmir. Die Lavahöhlen am Ätna auf Sizilien gelten als die einzigen auf dem europäischen Festland. Auch auf den Kanarischen Inseln gibt es Lavaröhren. Die mit 17 km längste dieser Röhren, die Cueva del Viento auf Teneriffa, ist zugleich die längste Lavaröhre auf dem Territorium der Europäischen Union. Auf Lanzarote sind die Cueva de los Verdes und die Jameos del Agua, bei denen es sich um Abschnitte des Lavatunnelsystems des Monte-Corona-Vulkans handelt, öffentlich zugänglich. Ebenso die Cueva del Llano auf Fuerteventura, die keinem noch bestehenden Vulkanbau mehr zugeordnet werden kann.
Im australischen Undara-Nationalpark befindet sich ein sehr ausgedehntes fossiles Lavaröhrensystem. Es gehört zum bereits vor rund 190.000 Jahren erloschenen Undara-Vulkan und ist über 100 km lang. 69 der Lavaröhren sind begehbar. In 8 dieser Röhren (Stand 2008) finden Führungen für Touristen statt. 300 sind eingestürzt. Die längste begehbare Höhle ist knapp 1 km lang.

### Mond

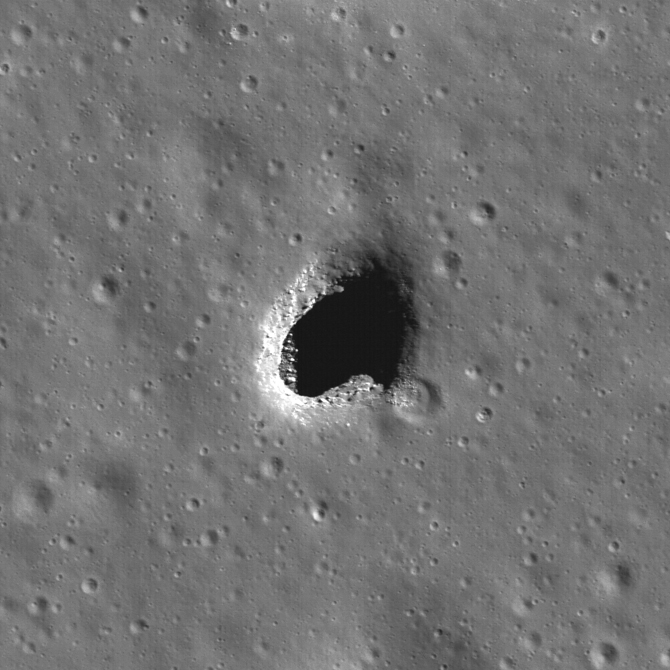
Ein als Skylight interpretiertes 130 m breites Loch in der Mondoberfläche des Mare Ingenii (Licht kommt von rechts oben). Anders als in den Marius Hills (siehe Text), ist diese Öffnung nicht mit einer „Rille“ assoziiert.

Schon seit den späten 1960er Jahren werden die geschwungenen Formen der als „Rillen“ (Rimae) bezeichneten langgezogenen Eintiefungen auf der von basaltischem Vulkanismus geprägten erdzugewandten Seite des Mondes als alte Lavaströme bzw. zumindest teilweise kollabierte Lavaröhren gedeutet. Im Jahre 2009 gelang schließlich eine Entdeckung, die diese Interpretation zu bestätigen scheint: In den Marius Hills im Oceanus-Procellarum-Becken befindet sich ein etwa 65 m großes Loch in einer der Rillen. Dieses sogenannte Marius Hills Hole ist wahrscheinlich ein Pendant zu den irdischen Skylights und entstand, als ein Teil der Decke der entsprechenden Lavaröhre einstürzte. Später wurden in der Umgebung des Marius Hills Hole doppelte Radarechos registriert, von denen jeweils das zweite Echo durch die Reflexion von einem Höhlenboden hervorgerufen worden sein könnte. Zudem weist diese Gegend eine negative Schwereanomalie auf, was auf ein Massendefizit und damit auf größere Hohlräume im Untergrund hinweist. All dies legt nahe, dass es in den Marius Hills ein größeres intaktes Lavaröhrensystem gibt. Die Mächtigkeit der Höhlendecken soll zwischen einigen Dutzend und 200 m betragen.
Den Lavatunneln auf dem Mond wird im Hinblick auf die Errichtung bemannter Mondbasen eine besondere Bedeutung beigemessen, da sie u. a. Schutz vor Mikrometeoriten, Sonnenstrahlung, kosmischer Strahlung und kosmischer Kälte bieten.

### Mars

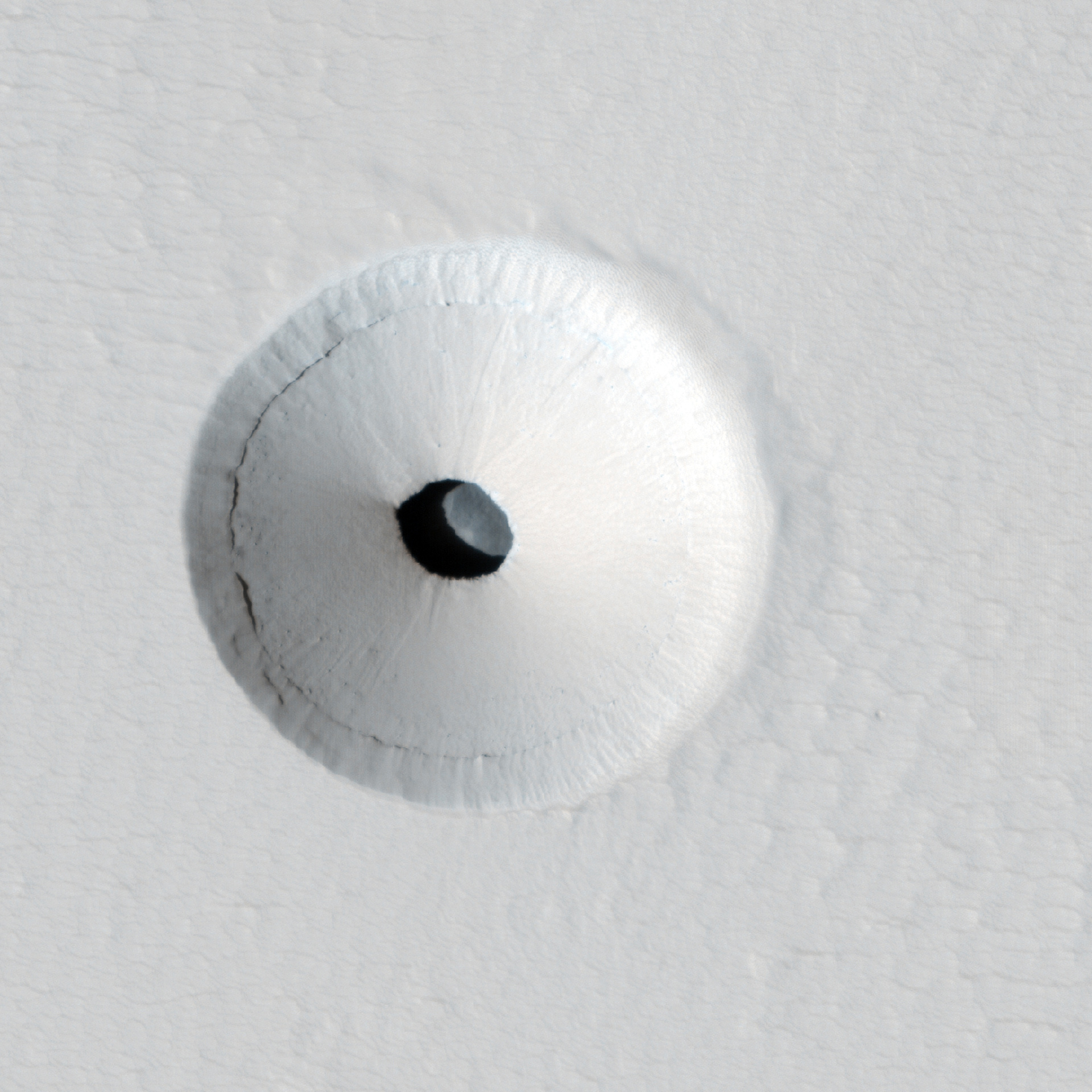
Dieser mögliche Kandidat für ein Skylight einer Lavaröhre ist etwa 35 m breit und befindet sich an der Nordflanke des Pavonis Mons, des mittleren der drei großen Schildvulkane der Tharsis-Region auf dem Mars (Licht kommt von links unten). Offensichtlich hatte sich vor dem Einsturz der Höhlendecke eine große Menge Lockermaterial darauf angesammelt, das in die an der Öffnung nun noch etwa 20 m tiefe Höhle nachgesackt ist.

Der Mars ist geprägt von basaltischem Vulkanismus und weist mit Olympus Mons den größten Schildvulkan des Sonnensystems auf. Auch vom Mars sind Strukturen bekannt, die den geschwungenen Rimae der Mondoberfläche stark ähneln und die zudem an den Flanken von Schildvulkanen auftreten. Schließlich sind an der Nordflanke des Arsia Mons, des südlichen der drei großen Schildvulkane der Tharsis-Region, Löcher in der Marsoberfläche entdeckt worden, bei denen es sich um Skylights von Lavaröhren handeln könnte, zumal sie auf einer Linie mit zahlreichen anderen Einbruchsstrukturen liegen, deren unmittelbar unterlagernder Hohlraum jedoch komplett mit Lockermaterial verfüllt zu sein scheint.
Ähnlich wie die Lavaröhren auf dem Mond gelten auch jene des Mars als potenzielle Standorte für permanente, bemannte Stationen auf dem Planeten.